# José Echevarría Novoa
José Echevarría Novoa (Pontevedra, c. 1902 - Miami, 1984) va ser un advocat i polític republicà espanyol. Va ser governador civil de diverses províncies durant la Segona República i delegat d'Ordre Públic a Catalunya després dels fets de maig de 1937.

## Carrera política durant la Segona República
José Echevarría pertanyia a una família de Pontevedra provinent d'Iparralde. Va estar vinculat al republicanisme des de 1930, quan exercia com a sotssecretari del recentment fundat Centre Republicà de Pontevedra, del que Bibiano Fernández Osorio Tafall, que arribaria a alcalde de Pontevedra després de les eleccions municipals d'abril de 1931, era president. Com a membre rellevant del republicanisme de Pontevedra, Echevarría va ser un dels signants del pacte de Lestrove al març de 1930, pel qual es va crear la Federació Republicana Gallega, constituïda entorn de l'ORGA de Santiago Casares Quiroga. Echeverría mantindria la seva militància primer en la FRG-ORGA i des de 1934, a Izquierda Republicana.
Ja proclamada la República, Echevarría va ser nomenat governador civil de Ciudad Real (desembre de 1931 - juny de 1932), passant després a Alacant (juny de 1932 - maig de 1933) i a Oviedo (maig - setembre de 1933). No va tornar a ocupar governs civils fins al cap del triomf del Front Popular a les eleccions de febrer de 1936, ocupant el de Jaén durant tres dies al febrer de 1936 i el de Biscaia des de maig de 1936. En l'interval entre tots dos, havia estat un dels compromissaris escollits en les candidatures del Front Popular per Pontevedra per a l'elecció del president de la República a l'abril de 1936.

## La Guerra Civil a Biscaia
El juliol del 1936 era governador civil de Biscaia i va tenir un important paper en el fracàs de la revolta a la província, en ordenar el desviament a l'edifici del Govern Civil de les trucades telefòniques del caserna de Garellano de Bilbao, evitant amb això que els comandaments de la caserna s'informessin de les vicissituds de la revolta. Per fer front a la situació creada per la guerra, el 23 de juliol va constituir la Comissaria General de Defensa de la República a Biscaia, formada per representants dels partits del Front Popular (que al País Basc incloïa també a Acció Nacionalista Basca) i pel Partit Nacionalista Basc. A més del lloc de comissari general, Echevarría va assumir també la delegació d'Ordre Públic. La Comissaria General va ser substituïda el 13 d'agost per la Junta de Defensa de Biscaia, que incloïa també a la CNT. A més de la Presidència, Echeverría es va ocupar també de la delegació de Governació.
Després de l'aprovació de l'estatut basc, el 7 d'octubre, en la Casa de Juntes de Guernica, Echeverría va investir com lehendakari José Antonio Aguirre, en nom del Govern de la República. Com l'aprovació de l'estatut i la creació del Govern Basc provisional feien desaparèixer la figura dels governadors civils, va abandonar el seu lloc a Biscaia, passant a la zona centro-sud baix control de la República.
Després dels fets de maig de 1937 a Barcelona, va ser nomenat delegat d'Ordre Públic del govern de la República a Catalunya, si bé va ser rellevat poc després.

## Exili
Després de la fi de la Guerra Civil, Echevarría va marxar a l'exili, primer a Panamà, després a Cuba i als Estats Units, on va morir en l'oblit.